# Graufeld-Kräutereule

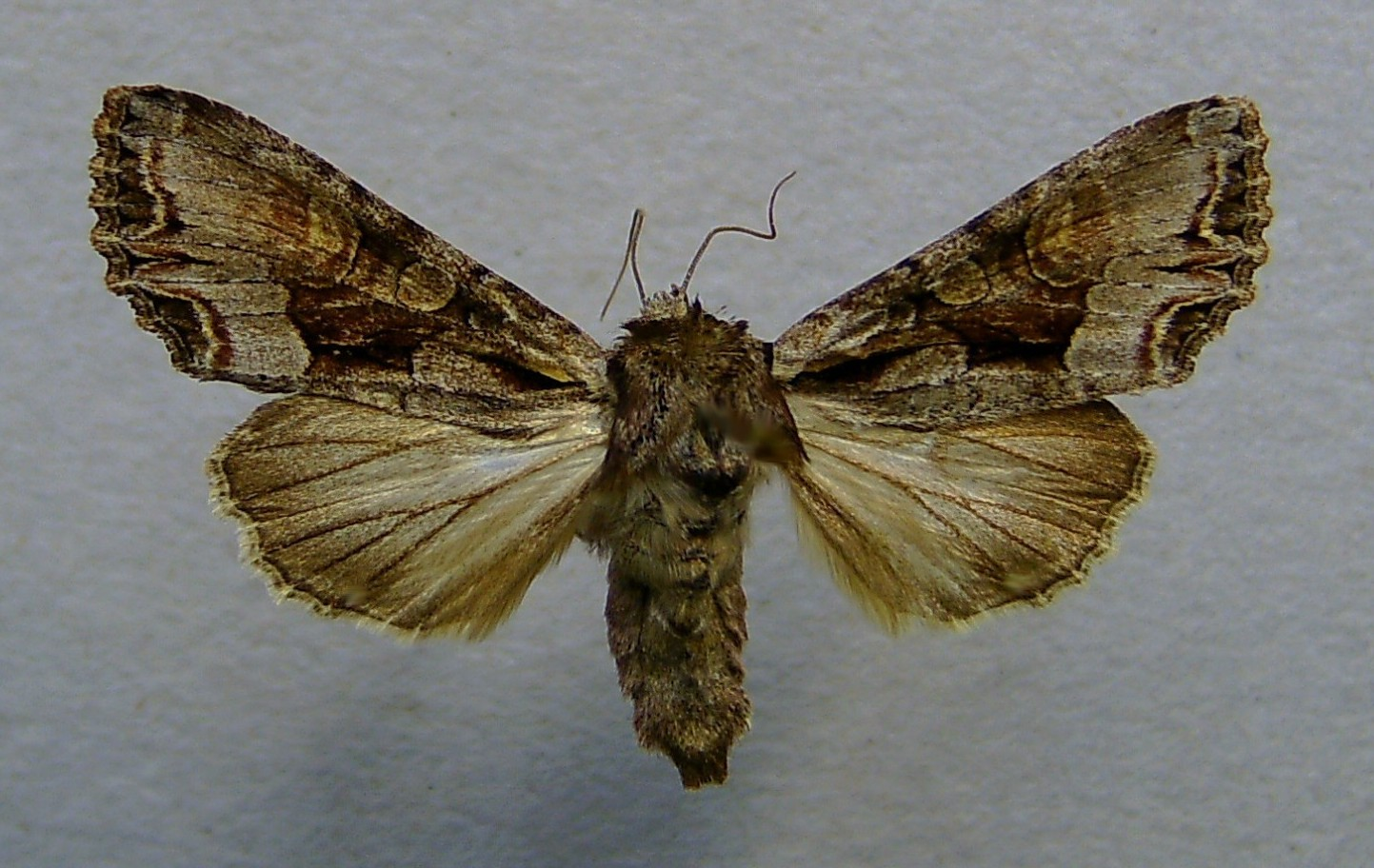
Präparat einer Graufeld-Kräutereule

Die Graufeld-Kräutereule (Lacanobia (Lacanobia) w-latinum), auch als Ginstereule bezeichnet, ist ein Schmetterling (Nachtfalter) aus der Familie der Eulenfalter (Noctuidae).

## Merkmale

### Falter
Die Flügelspannweite der Falter beträgt 36 bis 41 Millimeter. Die Vorderflügel variieren in mehreren Farbschattierungen und enthalten rotbraune, violettbraune, silbergraue und dunkelbraune Tönungen. Nieren- und Ringmakel sind groß und teilweise rötlich getönt. Der Basalstrich ist sehr dunkel und auffällig. Mittelfeld und äußerster Saumbereich heben sich ebenfalls dunkel ab, während das innere Saumfeld graubraun bis silbergrau gefärbt ist. Dieses Charakteristikum führte zu dem deutschen Namen Graufeld-Kräutereule und unterscheidet sie von anderen Arten. In der hellen Wellenlinie ist ein großes, bis zum Außenrand reichendes W-Zeichen erkennbar, was auch als Grundlage für den lateinischen Namen w-latinum diente. Die Hinterflügel sind zeichnungslos graubraun, nach außen hin etwas verdunkelt, lediglich die dunklen Adern treten deutlicher hervor.

### Ei, Raupe, Puppe
Das flache, halbkugelige Ei besitzt wenig hervortretende, gewellte Rippen. Es ist zunächst gelblich grün, später weißlich oder grau mit karminroten Flecken am Oberteil. Die Färbung der Raupen variiert von grünlich oder gelblich bis zu bräunlich grau. Sie besitzen eine undeutliche dunkle Rückenlinie mit ebenfalls dunklen Schrägstrichen. Außerdem zeigen sie helle Seitenstreifen und Beine sowie schwarze Stigmen. Der Kopf weist zwei markante senkrechte, schwarze Streifen auf. Die dunkelrotbraune Puppe hat einen kleinen, schaufelförmigen, an der Basis eingeschnürten Kremaster mit zwei Spitzen.

## Geographische Verbreitung und Lebensraum
Die Art ist in Europa mit einer Ausdehnung bis Mittelasien (Turkmenistan) und Kleinasien weit verbreitet, im Gebirge steigt sie bis auf eine Höhe von etwa 1600 Metern. Hauptlebensraum sind warme Hänge, Mischwälder, buschige Heidegebiete sowie Parklandschaften.

## Lebensweise
Die Falter sind überwiegend nachtaktiv, saugen gelegentlich an den Blüten von Berberitze (Berberis vulgaris), erscheinen an künstlichen Lichtquellen und gelegentlich auch an Ködern. Die Raupen leben von Juli bis September. Sie ernähren sich von den Blättern unterschiedlichster Pflanzen, beispielsweise von Heidelbeeren (Vaccinium myrtillus), Schlehdorn (Prunus spinosa), verschiedenen Ginsterarten (Genista, Sarothamnus), Hänge-Birke (Betula pendula) und anderen. Die Art überwintert als Puppe.

## Gefährdung
Die Graufeld-Kräutereule ist in Deutschland weit verbreitet und gebietsweise zahlreich anzutreffen, so dass sie als nicht gefährdet gilt.

## Systematik
Die Gattung Lacanobia wird von Hacker et al. (2002) in drei Untergattungen aufgeteilt. Lacanobia w-latinum wird zur Nominatuntergattung Lacanobia gestellt.